# 毛环方竹
毛环方竹（学名：Chimonobambusa hirtinoda）为禾本科方竹属下的一个种。

## 扩展阅读
- 維基物種上的相關：毛环方竹